# Crystal Visions - The Very Best of Stevie Nicks
Crystal Visions – The Very Best of Stevie Nicks er et dobbeltalbum med Fleetwood Macsangerinden Stevie Nicks. Albummet består at 16 musikindspilninger og 13 DVDtracks.